# Sanhattan

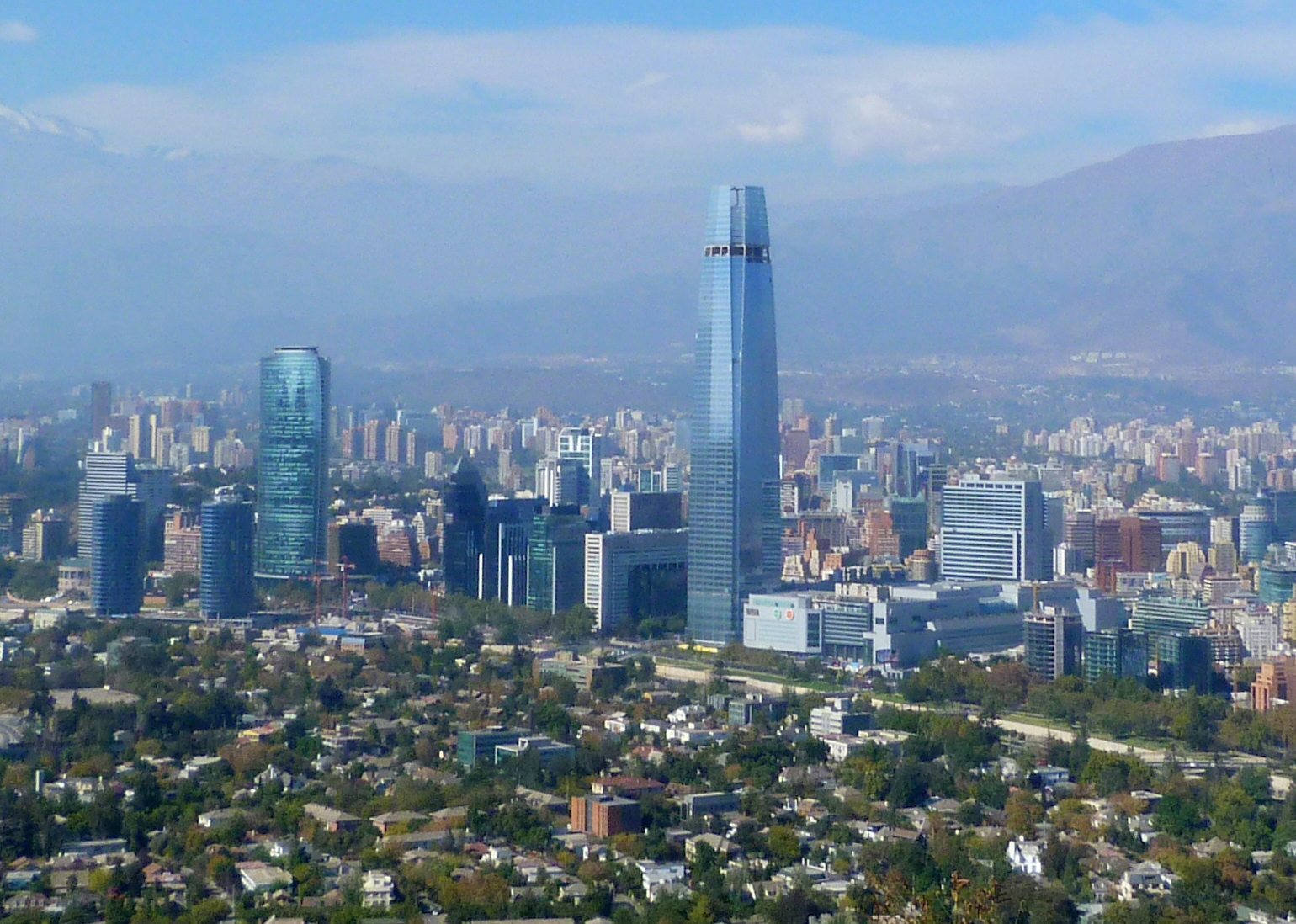
Panorama von „Sanhattan“

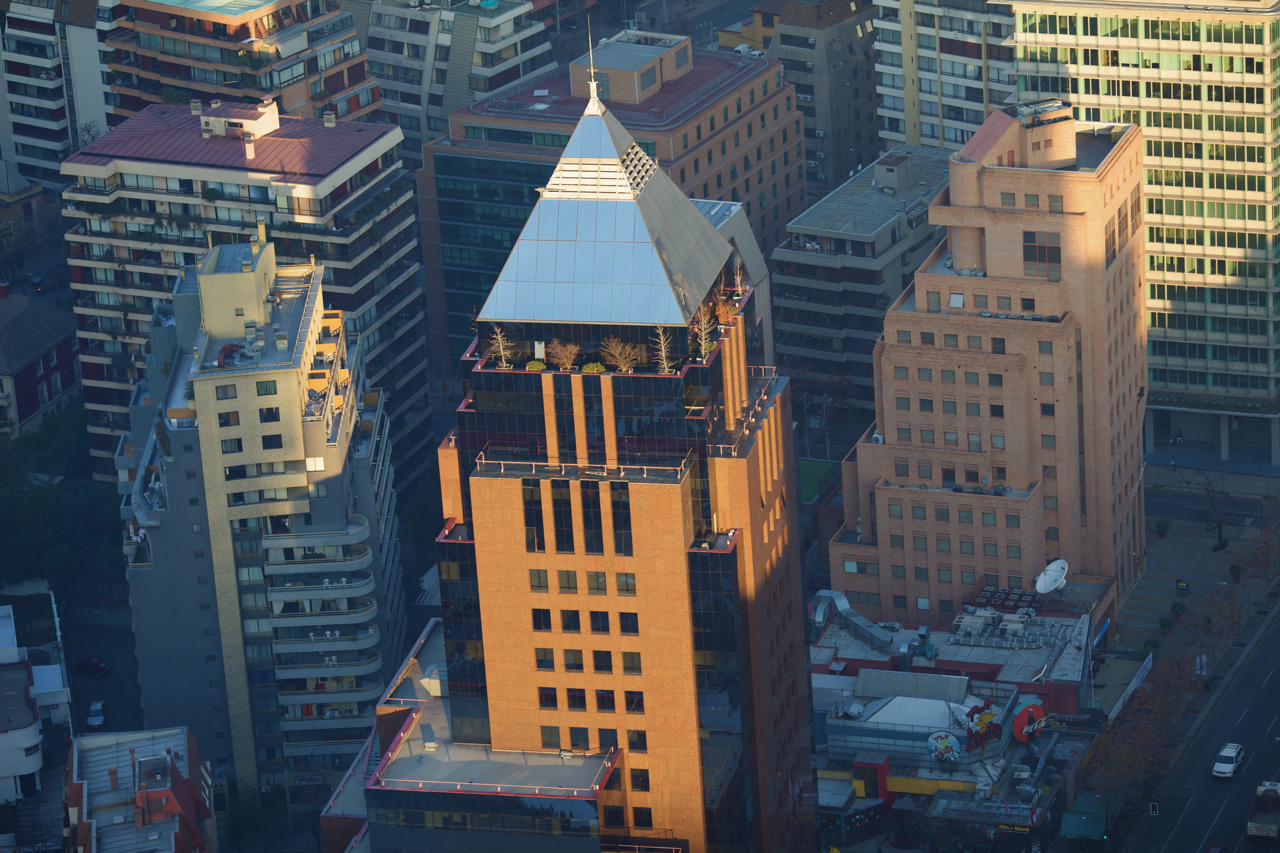
Blick vom Titanium-Hochhaus südostwärts

Sanhattan (Kofferwort aus Santiago und Manhattan) ist der inoffizielle Name eines Bankenviertels im Großraum Santiago de Chile, zwischen den Gemeinden Providencia und Las Condes am östlichen Ufer des Río Mapocho gelegen. Es liegt rund 6 Kilometer nordöstlich des Stadtzentrums von Santiago und erhielt seinen Namen aufgrund der hohen Dichte moderner Bürogebäude. Im architektonischen Sinne, es ist Teil eines massiven vertikalen Baus von Hochhäusern und Wolkenkratzern in einer urbanen Agglomeration, auch bekannt als „Manhattanisierung“. Dort steht auch der Gran Torre Santiago, der seit 2012 höchste Wolkenkratzer Südamerikas. Andererseits gilt dieser Finanzdistrikt als Symbol des Wachstums, das die chilenische Wirtschaft in den letzten Jahrzehnten erlebt hat. Anfänglich wurde der Name vorwiegend ironisch gebraucht, erlangte jedoch in den letzten Jahren große Popularität.
Im Jahr 2010 zählte es mit Durchschnittspreisen von 200 Unidad de Fomento (umgerechnet 6280 Euro) pro Quadratmeter zu den teuersten Gegenden von Chile.
Verkehrlich wird das Bankenviertel über die im Südosten des Gebietes liegende Station Tobalaba der U-Bahn-Linien 1 und 4 der Metro de Santiago erschlossen. Auch die südlich gelegene Station Los Leones an den Linien 1 und 6 ist nicht weit. Mit der für 2028 geplanten Inbetriebnahme der Linie 7 sowie der Verlängerung der Linie 6 in das Gebiet hinein wird sich die Erschließung für den Öffentlichen Personenverkehr nochmals verbessern. Zudem soll ab Ende 2026 die Teleférico Bicentenario eine schnelle Verbindung von Sanhattan in den nordwestlich gelegenen weiteren Finanzdistrikt Ciudad Empresarial in Huechuraba herstellen. Der Straßenverkehr wird über die großen Avenidas Andrés Bello und Vitacura in Nord-Süd-Richtung sowie Tajamara in Ost-West-Richtung abgewickelt. Über die westlich des Río Mapocho verlaufende Autopista Costanera Norte und die nördlich tangierende Autopista Presidente Kennedy ist die überregionale Anbindung gewährleistet. Die Eröffnung des Tunnel San Cristobal und der Autopista Vespucio Norte (El Salto–Príncipe de Gales) Mitte 2022 hat die Erreichbarkeit der im Norden liegenden Vororte des Großraumes erheblich verbessert.